# Erich Richter (Journalist, 1908)
Erich Bernhard Richter (* 13. Mai 1908 in Leipzig; † 2. Dezember 1989 in Berlin) war ein deutscher Politiker (KPD/SED), Journalist und Rundfunkhistoriker.

## Leben
Richter, Sohn einer Arbeiterfamilie, erlernte den Beruf des Maschinenschlossers und Werkzeugmachers. Er schloss sich 1922 dem Kommunistischen Jugendverband Deutschlands (KJVD) an und war anschließend als Verbandsfunktionär in Sachsen tätig: von 1923 bis 1929 war er Mitglied der Unterbezirksleitung des KJVD Leipzig, 1929/30 Sekretär des KJVD-Bezirks Ostsachsen. Ende der 1920er Jahre war er journalistisch tätig und verantwortlich für die Jugendseiten der Dresdner KPD-Zeitung Arbeiterstimme. Nach 1930 war er Sekretär des gesamten KJVD-Bezirks Sachsen, anschließend Mitarbeiter der KPD-Unterbezirksleitung Leipzig und schrieb politische Kommentare für verschiedene Betriebszeitungen. Seit 1925 war Richter Mitglied der KPD.
Nach der „Machtergreifung“ der Nationalsozialisten 1933 war Richter im kommunistischen Widerstand aktiv. Er besuchte 1934/35 die Internationale Lenin-Schule der Komintern und nahm 1935 am VII. Weltkongress der Komintern teil. Zurück in Deutschland gab Richter ab Ende 1935 illegale antifaschistische Zeitungen heraus und war illegal in Leipzig und im Ruhrgebiet tätig. 1937 emigrierte er nach Frankreich, später in die Tschechoslowakei, wo er als Zweiter Leiter des KPD-Abschnitts Südwest (Schlesien, Sachsen, Bayern, Sachsen-Anhalt) fungierte. 1939 floh er mit dem Flugzeug nach England. Dort arbeitete er als Maschinenbauer, Werkzeugmacher und Tellerwäscher.
1946 kehrte Richter nach Deutschland zurück und wurde Mitglied der SED und ihrer Landesleitung Sachsen. Anschließend war er Abteilungsleiter des SED-Kreisvorstandes Leipzig und Sekretär für Personalpolitik sowie Erster Sekretär des FDGB-Kreisvorstandes Leipzig. 1949/50 wirkte er als Erster Sekretär der SED-Kreisleitung Leipzig (Nachfolger von Horst Sindermann). Von 1951 bis 1959 war er nacheinander stellvertretender Chefredakteur der Sächsischen Zeitung in Dresden, Chefredakteur der Zeitung Freie Presse in Zwickau sowie der Zeitung Das Volk in Erfurt. Im Jahr 1954 war er für etwas mehr als zwei Monate de facto Chefredakteur der Leipziger Volkszeitung, auch wenn das Impressum in dieser Zeit das „Redaktionskollegium“ als verantwortlich auswies. Von 1959 bis 1964 war er Direktor des Rundfunksenders Leipzig und dann bis 1967 Mitarbeiter des Staatlichen Komitees für Rundfunk. Er wurde dort mit dem Aufbau einer rundfunkhistorischen Dokumentations- und Forschungsabteilung betraut. Ab 1967 war Richter dann Leiter des Lektorats Rundfunkgeschichte und verantwortlicher Redakteur der Zeitschrift Beiträge zur Geschichte des Rundfunks (BGR).
Richter war zudem Mitglied der Zentralleitung des Komitees der Antifaschistischen Widerstandskämpfer und des Friedensrates der DDR.

## Ehrungen
Richter erhielt unter anderem den Karl-Marx-Orden (1988) und die Ehrenspange zum Vaterländischen Verdienstorden in Gold (1983). 
Seine Urne wurde auf dem Zentralfriedhof Berlin-Friedrichsfelde in der Gräberanlage für Opfer des Faschismus und Verfolgte des Naziregimes beigesetzt.

## Schriften (Auswahl)
- Entwicklungsetappen des Deutschen Demokratischen Rundfunks. Teil I, In: BGR 4 (1970), Heft 2, S. 5–34; Teil II, In: BGR 4 (1970), Heft 3, S. 5–71; Teil III, In: BGR 4 (1970), Heft 4, S. 5–40; Teil IV, In: BGR 5 (1971), Heft 1, S. 14–51 sowie Teil V, In: BGR 5 (1971), Heft 2, S. 5–46.